# Araneus frosti
Araneus frosti là một loài nhện trong họ Araneidae.
Loài này thuộc chi Araneus. Araneus frosti được Henry Roughton Hogg miêu tả năm 1896.